# Consulat général d'Espagne à Pau
Le consulat général d'Espagne à Pau est une représentation consulaire du royaume d'Espagne en France.
Il est situé au no 6, place Royale, à Pau, dans le département français des Pyrénées-Atlantiques, en région Nouvelle-Aquitaine.
Depuis 2017, son hôte actuel est S.E. Julio Montesino-Ramos, consul général.

## Histoire

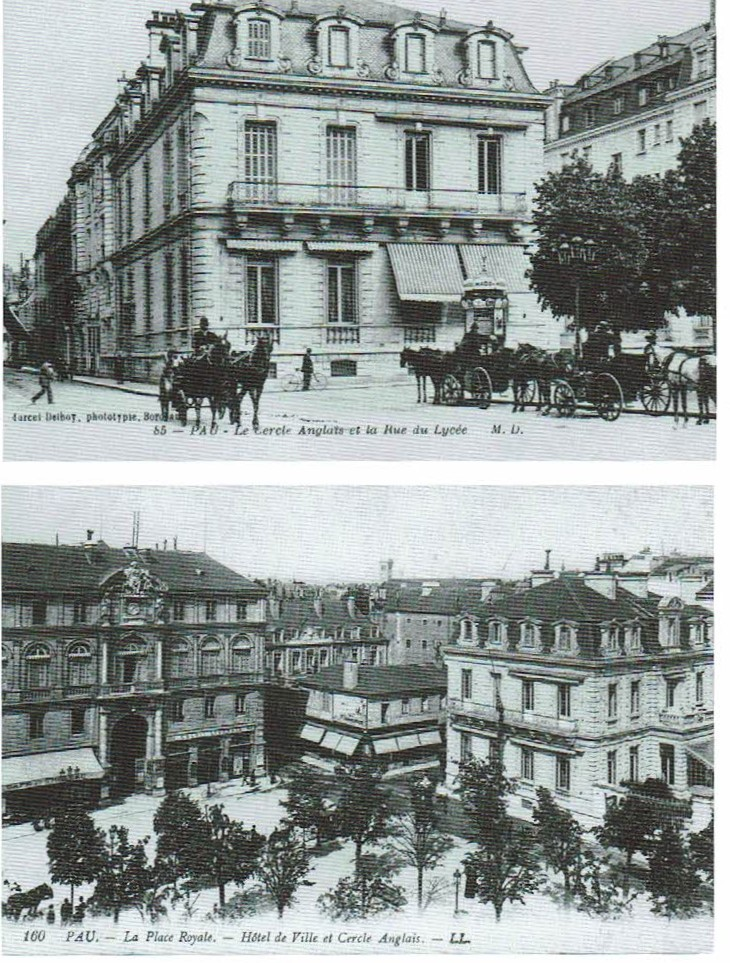
Le Cercle anglais, au début du XXe siècle.

Construit en 1869, pour l'exploitant hôtelier, Maximilien Gardères, sur les plans de l'architecte J.A.Lassègue, cet hôtel particulier, constitue alors, une annexe de l'hôtel de France, sis sur le même terrain, également propriété du susnommé exploitant, afin d'y accueillir le cercle anglais l'année suivante.
L'hôtel est vendu à l'État espagnol en 1951, et le cercle anglais quitte les lieux en 1955 pour les salons de l'ancien hôtel de Gassion, puis actuellement villa Lawrance, et laisse place à l'actuel Consulat.

## Description
Faisant angle avec la place Royale et la rue Louis-Barthou, le bâtiment est composé de quatre niveaux dont un de sous-sol, on accède à l'hôtel particulier via un imposant portail en fer forgé débouchant sur une cour commune à l'ancien hôtel de France.
L'entrée se fait via un escalier de pierre donnant sous un large porche, à l'origine ouvert directement sur l'extérieur, et qui est transformé en petite orangerie vers 1900 par l'ajout d'une marquise et de grandes portes en verre, le décrochement de ce porche offre une terrasse au premier étage.